# Quinto Emilio Saturnino
Quinto Emilio Saturnino (in latino Quintus Aemilius Saturninus; ... – 200) fu un politico, appartenente all'ordine equestre e prefetto del pretorio dell'Impero romano.
Nel 197 Saturnino ottenne la carica di Præfectus Alexandreæ et Aegypti, che mantenne fino a una data imprecisata del 200, quando venne nominato, forse su iniziativa di Giulia Domna – moglie dell'imperatore Settimio Severo – Præfectus prætorio.
La carriera di Saturnino si interruppe però molto bruscamente: poche settimane più tardi, infatti, questi venne assassinato dal collega Gaio Fulvio Plauziano, già prefetto dal 197. Come ricorda lo storico Cassio Dione, l'ambizione e la sete di potere di Plauziano lo portavano a ritenersi quale l'unica emanazione di questa magistratura, al punto da non esitare ad eliminare ogni possibile avversario che potesse sbarrare la sua ascesa politica.